# South Park (2. évad)
A South Park című amerikai animációs sorozat második évadja (1998–1999) tizennyolc, egyenként körülbelül 20-22 perces epizódból áll.
Az évadot eredetileg a Comedy Central sugározta az Amerikai Egyesült Államokban 1998. április 1. és 1999. január 20. között, Magyarországon a HBO mutatta be. Az epizódok zömét a sorozat megalkotója, Trey Parker, valamint Matt Stone írta és rendezte, néhány epizódhoz íróként Pam Brady, David A. Goodman, Nancy M. Pimental és Tricia Nixon is hozzájárult.
Az egyes epizódok a címben szereplő kisváros lakosai, különösen négy kisiskolás fiú – Stan Marsh, Kyle Broflovski, Eric Cartman és Kenny McCormick – és azok bizarr kalandjai körül forognak.

## Epizódok
| Sor. | Év. | Cím                                                                                | Rendező     | Író                                          | Premier              |
| --- | --- | ---------------------------------------------------------------------------------- | ----------- | -------------------------------------------- | -------------------- |
| 14. | 1.  | Terrance & Phillip lukam nélkül soha (Terrance and Phillip in Not Without My Anus) | Trey Parker | Trisha Nixon és Trey Parker                  | 1998. április 1.     |
| Terrance és Phillip megpróbálja megakadályozni, hogy Szaddám Huszein elfoglalja Kanadát. Míg a kanadai páros Iránba utazik Terrance lányáért, Szaddám foglyul ejti Céline Diont, Terrance lányának anyját és egy kanadai meccs szünetében az iraki himnusz eléneklésére kényszeríti. A meccs során Szaddám bejelenti inváziós szándékait a nézőknek, ám minden kanadai gázálarcot húz és egyszerre szellenteni kezd. Szaddám és emberei megfulladnak, majd a kanadai tömeg felkoncolja őket. Végül ünneplésképpen együtt eléneklik Kanada himnuszát. A készítők áprilisi tréfának szánták az epizódot, mivel a nézők azt várták, hogy az előző rész után kiderül, ki Eric Cartman apja. |     |                                                                                    |             |                                              |                      |
| 15. | 2.  | Cartman mama újabb sötét titka (Cartman's Mom Is Still a Dirty Slut)               | Trey Parker | Trey Parker és David Goodman                 | 1998. április 22.    |
| Amikor Dr. Mephisto bejelenteni készül, ki Eric Cartman apja, áramszünet lesz, és a sötétben valaki rálő a tudósra. Séf bácsi és a gyerekek kórházba viszik a sérültet, ám egy szörnyű hóvihar miatt megszűnik az épület áramellátása. Kenny McCormick feladata lesz eljutni a tartalék generátorhoz, ahol életét feláldozva helyreállítja a kórház elektromos ellátását, megmentve a betegek életét. A felgyógyult Mephisto bejelenti, Eric Cartman apja nem más, mint Ms. Cartman. Cartman anyja ugyanis hermafrodita, tehát férfi és női nemi szervei is vannak. Annak idején teherbe ejtett egy nőt, aki megszülte Ericet. Felmerül a kérdés, ki lehet Cartman anyja, a fiú azonban már unja az ügyet és nem feszegeti tovább a kérdést. |     |                                                                                    |             |                                              |                      |
| 16. | 3.  | Ike körülmetélése (Ike's Wee Wee)                                                  | Trey Parker | Trey Parker                                  | 1998. május 20.      |
| Mr. Mackey egy eltűnt marihuánaminta miatt elveszíti tanári állását, később otthonát és az emberek bizalmát is. A hajléktalanná vált Mackey inni kezd, majd a drogokhoz nyúl és hippivé válik. Az aggódó South Park-i lakosok felbérelik A szupercsapat című sorozat szereplőit és Mackey-t akarata ellenére elvonóra viszik, ahol sikeresen kikúrálják függőségéből. Eközben a gyerekek meg akarják menteni Kyle Broflovski öccsét, Ike-ot a körülmetéléstől. Kyle felcsempészi őt egy Nebraskába tartó vonatra, ám később megtudja, Ike nem a vér szerinti öccse, hanem szülei Kanadából fogadták örökbe. Kyle megtagadja testvérét. Amikor a rabbi megérkezik a körülmetélés elvégzéséhez, a rémült Ike a bátyjánál keres menedéket, aki megenyhül és a védelmébe veszi öccsét. A felnőttek gyorsan elmagyarázzák a gyerekeknek a körülmetélés lényegét és Ike átesik a ceremónián. |     |                                                                                    |             |                                              |                      |
| 17. | 4.  | A csirkebaszó (Chickenlover)                                                       | Trey Parker | Trey Parker, Matt Stone és David Goodman     | 1998. május 27.      |
| Egy rejtélyes perverz alak molesztálja a város tyúkjait, Barbrady felügyelő pedig kénytelen beismerni írástudatlanságát. Visszamegy az általános iskolába és ideiglenesen Cartmant nevezi ki helyettesének, aki túlságosan komolyan veszi új munkáját. A szatír ezalatt olyan könyvcímeket ad meg a rendőrnek, melyek elolvasásával felgöngyölítheti az ügyet. Barbrady a gyerekek kitartó biztatása segítségével elolvassa ezeket és egyre közelebb kerül a megoldáshoz. Végül elfogja a molesztálót, a könyvtárbusz tulajdonosát, akinek a célja mindvégig a rendőr olvasásra buzdítása volt. |     |                                                                                    |             |                                              |                      |
| 18. | 5.  | A töppedt ikerszarkómás ápolónő (Conjoined Fetus Lady)                             | Trey Parker | Trey Parker, Matt Stone és David Goodman     | 1998. június 3.      |
| A gyerekek megismerik a „töppedt ikerszarkómás” Gólem nővért, akinek egy halott magzat van a fejéhez nőve. Amikor a nővér állapotáról tudomást szerez, Mrs. Broflovski elismerési hetet szervez a számára, de túlzásokba esik. A folyamatos jószándékú zaklatást elunva Gólem nővér dühösen bejelenti, nem vágyik kitüntetett figyelemre vagy különleges bánásmódra. A gyerekek Séf bácsi segítségével kidobós versenyekre készülnek, ők lesznek az országos bajnokok és Kínába utaznak. Itt az ellenfél csapata sorra dobja ki a South Park-i játékosokat, míg végül csak Pip marad játékban. Amikor feldühítik – franciának nevezik, pedig brit származású – Pip egy dobással kiejti az összes kínai játékost. Mégsem kap dicséretet, mert addigra az összes South Park-i játékos megutálta a játékot és csupán haza akarnak menni. |     |                                                                                    |             |                                              |                      |
| 19. | 6.  | A dél-Srí Lanka-i mexikóma béka (The Mexican Staring Frog of Southern Sri Lanka)   | Trey Parker | Trey Parker és Matt Stone                    | 1998. június 10.     |
| Mr. Garrison iskolai feladatként vietnámi háborús veteránokkal készíttet interjúkat diákjaival. A főszereplők segítséget kérnek Stan Marsh nagybátyjától, Jimbótól és annak legjobb barátjától, Nedtől. Ők elmesélnek egy abszurd történetet, amely szerint az amerikai támaszponton vidámparki játékok voltak és azt állítják, egyedül győzték le a teljes Vietkongot. A hihetetlen beszámolót hallva Mr. Garrison nem hiszi el, hogy a fiúk valóban elkészítették a házi feladatukat és büntetést ad nekik. A gyerekek elhatározzák, a hamis történet miatt bosszút állnak Stan bácsikáján. Hamis videókat küldenek be Jimbo és Ned vadászműsorába a „legendás” dél-Srí Lanka-i mexikóma békáról, amely állítólag egyetlen pillantásával ölni képes, de hamar kiderül a turpisság. A konkurens talk-show, a Jézus és a haverok producere meghívja a műsorba Jimbót, Nedet és a gyerekeket, majd ráveszi őket arra, hogy a nézettség növelése érdekében megrágalmazzák egymást és összeverekedjenek. Amikor káosz tör ki a stúdióban, Jézus rendet tesz és a gyerekek lebuktatják a producert, akit büntetésből Jézus a pokolba száműz. |     |                                                                                    |             |                                              |                      |
| 20. | 7.  | Vackor néni busza (City on the Edge of Forever / Flashbacks)                       | Trey Parker | Trey Parker és Nancy M. Pimental             | 1998. június 17.     |
| Egy hegyi kiránduláson az iskolabusz kisodródik az útról és egy szikla legszélén áll meg. Vackor néni, a buszsofőr elindul segítséget keresni, de figyelmezteti a tanulóknak, maradjanak a buszban, különben egy nagy pókszörny megeszi őket. Hogy elüssék az időt, a gyerekek több korábbi kalandot is felidéznek, ám időközben a szörny felbukkan és ostromolni kezdi a járművet. A busz lezuhan, egyenesen egy nagy doboz fagyiba. Eric Cartman hirtelen felismeri az események abszurditását, majd felébred a saját ágyában. Miután elmeséli álmát, az anyja különös módon csótányokat ad neki reggelire. Ezután Stan riad fel ágyában és hívja fel Kyle-t, hogy beszéljen vele furcsa álmáról. Vackor néni eközben találkozik egy Mitch (vagy Marcus) nevű kamionsofőrrel, aki viccesnek találja a nő dühkitöréseit és segít neki humoristaként elhelyezkedni. Közel kerülnek egymáshoz, de Mitch bevallja neki, kapcsolatuk csupán egy nyolcéves fiú álmának eredménye. |     |                                                                                    |             |                                              |                      |
| 21. | 8.  | A nyár egy szívás (Summer Sucks)                                                   | Trey Parker | Nancy M. Pimental és Trey Parker             | 1998. június 24.     |
| A városban egy baleset miatt betiltják a petárdázást, ezért a Jimbo és barátja, Ned Mexikóba utazik illegális robbanószereket vásárolni. A polgármesternek új ötlettel kell előállnia a július 4-i ünnepségre, így az óriás „szénkígyó”, egy biztonságosabbnak vélt, legális tűzijáték mellett dönt. Azonban ez váratlanul elszabadul és romba dönti a várost, aztán az egész országot. Jimbót és Nedet elfogja a határőrség, de az óriás szénkígyó lerombolja a börtönt és sikerül megszökniük, majd hazatérniük South Parkba a petárdákkal. A gyerekek kilövik a petárdákat és elpusztítják vele a szénkígyót. Mr. Garrison elméje egyre jobban elborul, miután rejtélyes körülmények közt elveszíti Kalap urat. Egy pszichológushoz is elmegy, de az epizód végén új társat talál egy faág, Gally úr „személyében”. |     |                                                                                    |             |                                              |                      |
| 22. | 9.  | Séf bácsi sózott csokigolyói (Chef's Chocolate Salty Balls)                        | Trey Parker | Trey Parker, Matt Stone és Nancy M. Pimental | 1998. augusztus 19.  |
| South Parkban megrendezik a Sundance Filmfesztivált, amely hatalmas tömeget vonz magával a városba, veszélybe sodorva a helyiek életét. Kyle meg van győződve arról, hogy barátjának, Kula bácsinak segítségre van szüksége, ezért ráveszi a többieket a megkeresésére. Együtt lemennek a csatornába és rá is találnak Kula bácsira, aki megbetegedett, mert a hollywoodiak egészséges étrendje felborította a kanális törékeny ökoszisztémáját. South Park lakosai eközben kezdenek belefáradni a nagy felfordulásba, a fesztivál szervezője, Robert Redford pedig bevallja, célja minden kisvárost elárasztani a hollywoodi kultúrával – ha ő nem tud megszabadulni tőle, akkor mások se élhessenek nélküle. A gyerekek kérik Redfordot, ne South Parkban rendezzék meg a következő fesztivált, de ő könyörtelenül visszautasítja őket. Kula bácsi felvesz egy varázskalapot és kiárasztja az összes szennyvizet a csatornából, ezzel elüldözve a hollywoodiakat, valamint megölve Redfordot és feleségét. |     |                                                                                    |             |                                              |                      |
| 23. | 10. | A bárányhimlő (Chickenpox)                                                         | Trey Parker | Trey Parker, Matt Stone és Trisha Nixon      | 1998. augusztus 26.  |
| Bárányhimlőjárvány tört ki a South Park-i iskolások között, megbetegítve Shelley-t valamint Kenny McCormickot. Stan Marsh, Kyle Broflovski és Eric Cartman nem fertőződik meg, ezért szüleik a gyengélkedő Kennyhez küldik őket aludni, hogy még gyerekkorukban átessenek a betegségen. Cartman és Stan elkapja a fertőzést (Stan kórházba is kerül), Kyle azonban egészséges marad. Hamarosan tudomására jut a szülők összeesküvése, melynek tényleges okát nem ismeri. Stan elszökik a kórházból és a többiekkel együtt bosszúból felbérelnek egy herpeszes prostituáltat, aki megfertőzi szüleik személyes tárgyait. A szülők végül belátják, hazugságaik miatt megérdemelték a büntetést. Mrs. Broflovski, miután megtudja, hogy férje, Gerald és Stuart, Kenny apja valaha barátok voltak, ki akarja békíti őket és közös horgászatot szervez nekik. A terv rosszul sül el, mert a két eltérő társadalmi helyzetű férfi némi szóváltás után összeverekszik. Gerald Kyle segítségével rádöbben, igazságtalanul viselkedett és bocsánatot kér Stuarttól. |     |                                                                                    |             |                                              |                      |
| 24. | 11. | A PlaneÁrium (Roger Ebert Should Lay Off the Fatty Foods)                          | Trey Parker | Trey Parker és David Goodman                 | 1998. szeptember 2.  |
| A gyerekek iskolai kirándulást tesznek a planetáriumba, Cartman pedig izgatott lesz, mert egy reklám szerint a Sajtos Pufi reklámválogatását épp a planetárium előtt tartják. A tanulók unalmasnak találják a „planeÁrium”-ot (ahogyan egy rejtélyes betegség miatt a planetárium igazgatója, Dr. Adams ejti a szót), de a látogatás után különös módon megszeretik és mindenki önkéntesnek akar jelentkezni. Hamarosan kiderül, a doktor agymosást hajtott végre rajtuk. Cartman nagyon mérges lesz, amiért hipnotizált társai elszalasztották az első reklámszereplését. Dühét a planetárium kivetítőjén tölti ki, ezzel akaratlanul az összes agykontroll-sugarat Dr. Adams fejébe küldve. Dr. Adams tudattalan bábbá változik, Cartman pedig büszkén kijelenti, nem csupán a tévében szerepelt, de végül a nap hősévé is vált. |     |                                                                                    |             |                                              |                      |
| 25. | 12. | A klubház (Clubhouses)                                                             | Trey Parker | Trey Parker és Nancy M. Pimental             | 1998. szeptember 23. |
| Kyle és Stan klubházat építenek, „mersz vagy nyelsz”-t játszani Stan barátnőjével, Wendyvel, illetve Bebével, aki beleszeretett Kyle-ba. A tervről Cartman is tudomást szerez és Kenny segítségével ő is megalkotja a saját faházát, „Ewok Falu 2000” néven. Természetesen Kenny végzi az összes munkát, amíg Cartman tévét néz. Stant eltiltják kedvenc műsorától, a Terrance és Phillip-től, ezért helyette a Zsírfeka című rajzfilmet nézi (amely még trágárabb, mint a Terrance és Phillip). Stan szüleinek kapcsolata annyira elmérgesedik, hogy a válás mellett döntenek. Sharon, Stan anyja ezután szinte azonnal bemutatja Stannek Royt, a fiú új mostohaapját, aki egyből be is költözik hozzájuk. Roy megértőnek tűnik, de könnyen elveszti a türelmét és házimunkára kényszeríti Stant. Randy is élvezi új életét, sportkocsival jár, elhanyagolja a gyerekeit és még Cartman buliján is feltűnik. Stan csellel ráveszi szüleit, találkozzanak a klubházában, ahol azok felidézik régi élményeiket a „mersz vagy nyelsz” játékról. Végül kibékülnek egymással, miközben Roy belesétál egy Stan által kihelyezett csapdába. |     |                                                                                    |             |                                              |                      |
| 26. | 13. | Tehén napok (Cow Days)                                                             | Trey Parker | Trey Parker és David Goodman                 | 1998. szeptember 30. |
| Egy házaspár South Park-i utazást nyer a Tehén napok nevű fesztiválra. Habár nem túl lelkesek, megpróbálják jól érezni magukat. A főszereplő fiúk sem találják igazán élvezetesnek a karnevált, de végül találnak egy játékot, melyben „eredeti” Terrance és Phillip babákat nyerhetnek. A célbadobós játékot azonban nem lehet megnyerni (a labdák túl nagyok, hogy beleférjenek a célpontba). Először csalást kiáltanak, majd benevezik Cartmant egy rodeóversenyre, hogy a fődíjból folytathassák a játékot. A felkészülés során Cartman elesik és beveri a fejét. Sajátos amnéziát kap, melynek következtében egy Ming Li nevű vietnámi utcalánynak képzeli magát és megnyeri a rodeót. A karneváli árus a rodeó fődíjaként kapott pénzért cserébe odaadja a fiúknak a babákat, melyekről kiderül, csupán olcsó utánzatok. Ez hatalmas felforduláshoz vezet, lerombolva az egész karnevált. A South Park-i tehenek felfedezik a fesztivál jelképét, egy óriási, tehén alakú órát. Ezt elrabolják és istenként kezdik tisztelni. A helyiek látogatókat vádolják meg az óra ellopásával és börtönbe zárják őket. Mikor a város vezetősége rátalál a tehenekre és az ellopott szoborra, a tehenek tömeges öngyilkosságba menekülnek előlük. A csaló árusokat a South Park-iak bebörtönzik, de rátalálnak az ártatlanul fogva tartott látogatókra is, akik időközben éhen haltak. Szorult helyzetükben a lakosok úgy döntenek, eltussolják az ügyet. |     |                                                                                    |             |                                              |                      |
| 27. | 14. | Séf-segély (Chef Aid)                                                              | Trey Parker | Trey Parker és Matt Stone                    | 1998. október 7.     |
| Séf bácsi megtudja, hogy Alanis Morissette legújabb (kitalált) slágere ugyanaz a dal, melyet még ő írt fiatalkorában. Kapcsolatba lép a lemezkiadó vállalattal, de elutasítják, végül zaklatásért beperlik. A társaságot Johnnie Cochran ügyvéd képviseli, aki a Chewbacca-védelem segítségével megnyeri a pert. Séfnek fizetnie kell két millió dollárt, különben négy évre börtönbe kerül. Eladja testét a város összes nőjének, hogy felbérelhesse Johnnie Cochrant a lemeztársaság ellen. A fiúk Séf híres zenész barátainak segítségével nagyszabású segélykoncertet rendeznek és úgy tűnik, tervük sikerrel jár. A lemeztársaság kapzsi vezetője tönkreteszi a színpadot, de a koncerttől meghatódott Johnnie Cochran ingyen elvállalja Séf képviseletét, a Chewbacca-védelem segítségével pedig meg is nyeri a pert. Mr. Garrison szemtanújává válik annak, ahogyan korábbi kesztyűbábja, Kalap úr Gally úr életére tör. Garrison megpróbál leszámolni vele, de túl messzire megy és börtönbe kerül, Séf bácsi cellatársaként. Kalap úr segítségével megszöknek, majd a segélykoncerten Garrison – Gally úr tanácsára – a szívére hallgat és visszafogadja Kalap urat. |     |                                                                                    |             |                                              |                      |
| 28. | 15. | A kísértethal (Spookyfish)                                                         | Trey Parker | Trey Parker                                  | 1998. október 28.    |
| Halloweenkor furcsa dolgok történnek a városban: először Eric Cartman viselkedése kezd el két véglet között ingadozni (egyszer kedves, egyszer pedig kibírhatatlan), majd Stan anyjának nagynénje, Vér néni érkezik látogatóba a Marsh családhoz. az aranyhal, melyet Stan Marshnak hozott ajándékba, éjszakánként embereket kezd gyilkolni. Stan anyja, aki fiát gyanúsítja a gyilkosságokkal, elássa a tetemeket, és elborult elmével foglyul ejti a kérdezősködő Barbrady felügyelőt. Az aranyhal Kenny McCormickkal és Vér nénivel is végez. A főszereplő fiúk rájönnek, valójában két Cartman létezik, a kedvesebb, szakállas Cartman egy gonosz párhuzamos univerzumból jött. Miután felismerik, hogy az aranyhal is innen származik, visszaviszik az Indián Temető Kisállatkereskedésbe, ahol egy átjáró található a másik világba. Megjelenik Stan és Kyle Broflovski gonosz alteregója, akik vissza akarják vinni Cartman hasonmását a saját világukba, ahol tovább kínozhatnák. Összefognak a valódi Cartmannel és elkezdődik a végső leszámolás, miközben az állatkereskedésből elszökött kisállatok a lakosokat gyilkolják. Stan egy demagnifikáló fegyverrel visszajuttatja a gonosz két klónt a saját világába, de szándéka ellenére véletlenül a kedves Cartmant is utánuk küldi. |     |                                                                                    |             |                                              |                      |
| 29. | 16. | Boldog karácsonyt, Charlie Manson! (Merry Christmas, Charlie Manson!)              | Eric Stough | Trey Parker és Nancy M. Pimental             | 1998. december 9.    |
| Stan Marsh a szülei elől titokban Nebraskába utazik, meglátogatni Cartman rokonait. Időközben Cartman bácsikája, Howard és annak társa, Charles Manson megszökik a börtönből. A fiúk a bevásárlóközpontba akarnak menni, Kula bácsival találkozni. A családtagok közül senki sem akarja elkísérni őket, végül Manson vállalja a feladatot. A szektavezért felismerik a rendőrök, így a főszereplők mindannyian menekülni kényszerülnek. Gigászi autós üldözés veszi kezdetét, melyet a televízió is közvetít. A rendőrök körbeveszik a házat, Howard pedig túszul ejti a családtagjait. Stan megpróbálja rábeszélni a szökésben lévő Howardot és Mansont, vigyék őt is magukkal. Howard ugyan ebbe beleegyezik, de Manson beszédet tart a család fontosságáról, így Stan meggondolja magát. A két szökevényt elfogják a rendőrök, Stan szülei pedig megígérik, csak ünnepek után büntetik meg fiukat. |     |                                                                                    |             |                                              |                      |
| 30. | 17. | Alsónadrág-gnómok (Gnomes)                                                         | Trey Parker | Pam Brady, Trey Parker és Matt Stone         | 1998. december 16.   |
| A gyerekeknek Mr. Garrison állásának megmentése érdekében egy aktuális városi eseményről kell beszámolót írniuk. Tweek azt tanácsolja, az alsónadrág-gnómokról írjanak előadást, akik szerinte éjszakánként beosonnak a szobájába és ellopják a fehérneműit. Mr. Tweek helyi kávézóját egy újonnan megnyílt nagyvállalat kávéüzlete veszélyezteti, ezért a férfi ír egy fogalmazást a nagyvállalatok káros hatásáról a családi vállalkozásokra. Mr. Garrison azonnal rájön, hogy a beszámolót nem a gyerekek írták, de nem szól semmit, mert a bizottságnak tetszik az előadás és az ügy mellé állnak. A nagyvállalat vezetőjének, Mr. Postumnak és a fiúknak is beszédet kell tartaniuk, ezért újabb beszámolót írnak. Gondolkodás közben ők is meglátják a gnómokat, akik sokat tudnak a vállalatokról és segítenek az anyaggyűjtésben a másnapi beszámolóhoz. A szavazás napján a gyerekek merőben új álláspontot hangoztatnak: szerintük a nagyvállalatok óriási szolgálatot tesznek és fontos szerepet töltenek be az emberek életében. Ezután bevallják, előző beszámolójukat nem ők írták, a dühöngő Mr. Garrisont pedig rendőrök vezetik el. A városiak, Mr. Tweeket is beleértve, megkóstolják a nagyvállalat kávéját és ízlik nekik, Mr. Tweek pedig állást kap a társaságnál. |     |                                                                                    |             |                                              |                      |
| 31. | 18. | Őskori jégember (Prehistoric Ice Man)                                              | Eric Stough | Trey Parker és Nancy M. Pimental             | 1999. január 20.     |
| Egy ausztrál dokumentumfilm megtekintése után a gyerekek krokodilvadászatra indulnak és felfedeznek egy jégbefagyott embert. Stan és Kyle összeveszik egymással, mert nem tudják eldönteni, mi legyen a talált férfi neve. Dr. Mephisto kiolvasztja a fagyott férfit és rájön, hogy a Larrynek elkeresztelt ismeretlen 1996-ból származik. Kisvártatva titokzatos kormányügynökök jelennek meg, akik meggyőzik Mephistót, hozzon létre egy, az 1996-os viszonyokat imitáló lakóhelyet Larry számára, mely egyben kiállítás is. Stan és Kyle kiszabadítja Larryt a fogságból, akinek tudomására jut, hogy felesége újra férjhez ment. Larry az iowai Des Moines városába készül utazni, amely állítólag három évvel elmaradottabb az összes többi településnél. A vasútállomáson felfordulás tör ki, amikor Stan és Kyle összeverekszik, majd megjelennek a kormányügynökök, akik a tévében szereplő krokodilvadász segítségével akarják elfogni Larryt. Az FBI valamilyen módon Svédország elfoglalására akarja felhasználni a férfit, de Larry egy helikopterrel elmenekül a helyszínről. Az epizód végén Stan és Kyle kibékül egymással. |     |                                                                                    |             |                                              |                      |